# Eyes of the Beholder
Eyes of the Beholder (conocido en español como Testigo en España y La amistad es primero en Hispanoamérica) es el décimo episodio de la tercera temporada de la serie de televisión estadounidense de drama sobrenatural y policíaco Grimm. El guion principal del episodio fue coescrito por el guionista Thomas Ian Griffith, y la dirección general estuvo a cargo de Peter Werner.
El episodio se transmitió originalmente el 10 de enero del año 2014 por la cadena de televisión estadounidense NBC. Para la emisión de Hispanoamérica, el estreno se llevó a cabo el 17 de febrero del 2014 por el canal Universal Channel.
La trama semanal ocupa todo el episodio, en dos líneas argumentales. Nick y Hank deben resolver un asesinato cometido por una pandilla de wesens yaguaretés, presenciado por un testigo adolescente, cuyos ojos jugarán con el título del capítulo. Juliette descubre que su amiga Alicia es wesen y ambas transitan el difícil camino de darse a conocer como realmente es, sin vergüenza ni ocultamientos, una situación que la crítica ha señalado como alegórica de la salida del clóset de las personas LGBT.

## Argumento
La frase que inicia cada capítulo, corresponde en este caso a El Mercader de Venecia de William Shakespeare:

Versión en inglés
I am glad 'tis night, you do not look on me, for I am much ashamed of my exchange.
Versión en español
Me alegra que sea de noche y no puedas contemplarme, porque me avergüenza mi disfraz.

El título y la frase inicial, se relacionan de múltiples maneras con las líneas argumentales del capítulo y las conductas de los personajes. La trama semanal ocupa todo el episodio, en dos grandes líneas argumentales: una policial y la otra personal de Juliette y su amiga Alicia. 
Nick y Hank deben resolver un asesinato cometido por una pandilla de wesens yaguaretés, presenciado por un testigo adolescente, que resulta ser Jared Ellis, el hermano de Zuri Ellis, la fisioterapeuta de Hank. Los miembros de la pandilla intentan matar a Jared, razón por la cual él y su hermana reciben protección policial. La pandilla entonces secuestra a la novia de Jared, desencadenando un enfrentamiento final en el que los ojos del testigo se vuelven amarillos, revelando que tanto él como su hermana Zuri son wesens yaguaretés. Al quedar a salvo, Hank le vuelve a ofrecer a Zuri tener una cita, y le dice que el hecho de que ella sea wesen no hace que él la mire con otros ojos. Pero Zuri vuelve a rechazar la invitación de Hank, diciéndole que para ella la diferencia entre ambos era el motivo por el que no quería relacionarse.
Otra línea argumental continúa la trama que llevó a Juliette refugiar en su casa a su amiga Alicia, luego de que fuera golpeada por su esposo. Al conocerla, Nick nota que Alicia es wesen -una fuchsbau como Rosalee- y se lo cuenta a Juliette. Esta no sabe cómo proceder, luego de tantos años de ser amigas, sin compartir un aspecto crucial de la personalidad de Alicia. Tanto Nick, como Monroe y Rosalee le recomiendan tener paciencia, porque para una persona wesen, no es fácil reconocer su condición frente a los seres humanos, debido a los prejuicios, persecuciones y a la vergüenza que ello genera. Pero Juliette no puede esperar y le dice a su amiga que ella sabe que es wesen y que está todo bien con ella. Alicia niega terminantemente ser "eso" que Juliette dice y le comunica que va a alquilar un departamento para irse. Al final el esposo de Alicia, que también es un wesen, irrumpe en la casa de Burkhart, para llevarse a Alicia a la fuerza. Pero es Juliette la que lo enfrenta y, a pesar de la fuerza física del wesen, lo golpea hasta someterlo. Al final Alicia toma su forma wesen y se abraza con Juliette, diciendo "Ahora no tengo ningún secreto".

## Elenco
- David Giuntoli como Nick Burkhardt.
- Russell Hornsby como Hank Griffin.
- Bitsie Tulloch como Juliette Silverton.
- Silas Weir Mitchell como Monroe.
- Sasha Roiz como el capitán Renard.
- Bree Turner como Rosalee Calvert.
- Reggie Lee como el sargento Wu.
- Claire Coffee como Adalind Schade.

## Producción

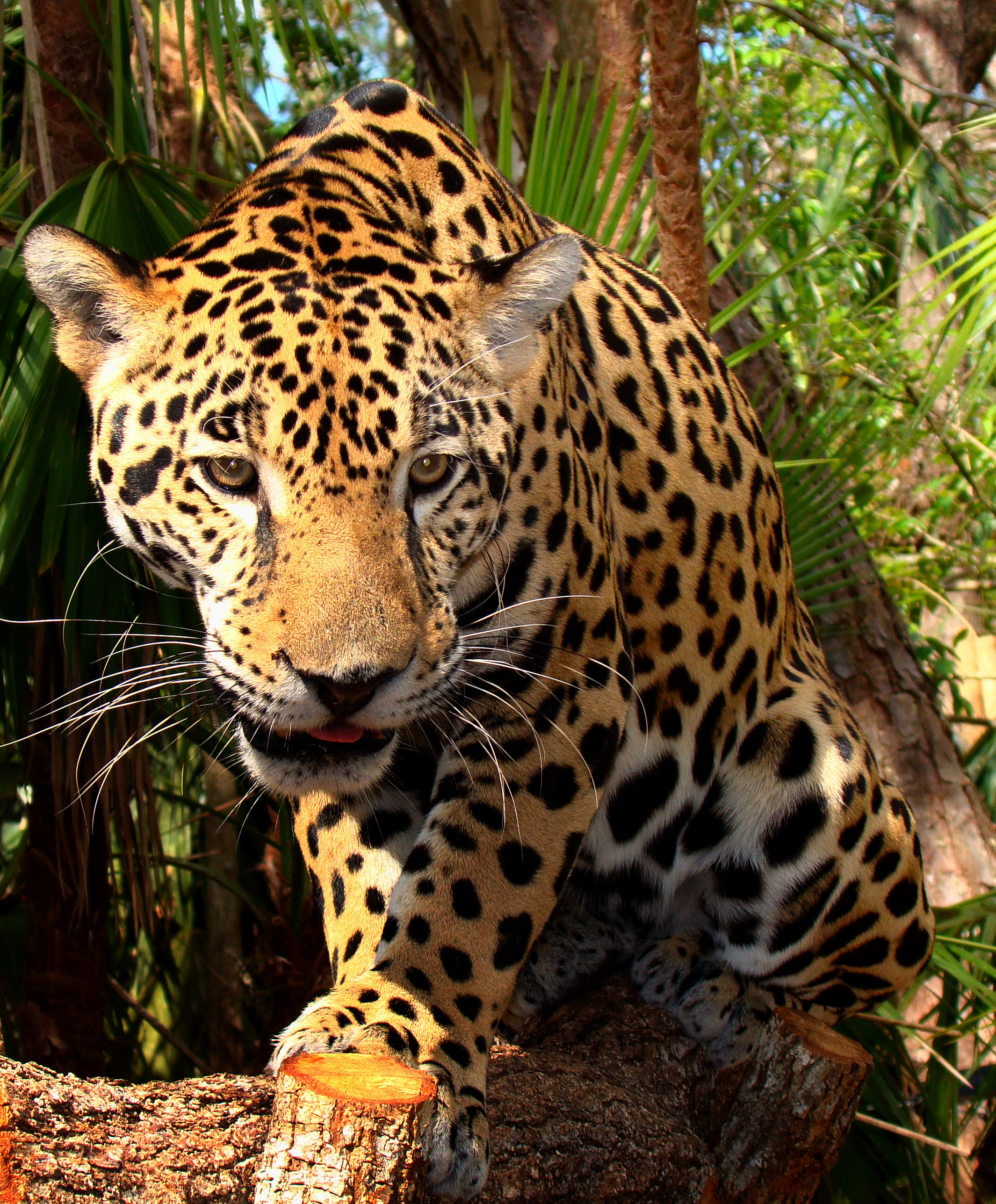
El yaguareté es el animal elegido para construir los personajes wesen sobre los que gira la trama policial del capítulo.

El título del episodio en inglés, "Eyes of the Beholder", tiene múltiples significados. Se origina en una expresión característica del idioma inglés, "the eye of the beholder", en singular, que se traduce literalmente como "el ojo del observador". Se utiliza habitualmente en varios dichos tradicionales en el idioma inglés, para resaltar la importancia del punto de vista de cada persona y la relatividad de las valoraciones. Las versiones en español no tradujeron textualmente el título, utilizando "Testigo" en España y "La amistad es primero" en Hispanoamérica. El título en inglés también se relaciona con la frase de Shakespeare que introduce el capítulo ("Me alegra que sea de noche y no puedas contemplarme, porque me avergüenza mi disfraz"), aludiendo al modo en que cada persona se ve a sí misma y es mirada por las demás.
El sitio TV.com señaló que la historia de la salida del clóset de Alicia era una alegoría de la misma situación enfrentada por las personas LGBT:

La alegoría reflejará las historias de salida del clóset de muchas personas LGBT de un modo entretenido, en el que dos personajes confrontan a su amiga sobre el hecho de ocultar su verdadera naturaleza y la necesidad de aceptarse a sí misma como realmente es.

## Continuidad
- Rosalee le cuenta a Monroe que cuando era joven consumía drogas y las compraba a una pandilla wesen llamada Yaguareté.
- Juliette nota que Nick no ha transpirado al finalizar su corrida diaria, evidenciando una anómala resistencia física luego de la recuperación de los efectos del ataque del Cracher-Mortel en el episodio "Goodnight, Sweet Grimm".